# Gisela Muschiol
Gisela Muschiol (* 1959 in Iserlohn) ist eine deutsche römisch-katholische Theologin und Hochschullehrerin für Kirchengeschichte an der Rheinischen Friedrich-Wilhelms-Universität Bonn.

## Leben
Muschiol studierte von 1978 bis 1984 katholische Theologie, Geschichte und Volkskunde an der Universität Münster, an der sie von 1984 bis 1990 wissenschaftliche Mitarbeiterin am Lehrstuhl für Mittlere und Neuere Kirchengeschichte war. Nach der Promotion im Juni 1990 in Münster im Fach katholische Theologie war sie von August 1990 bis August 1991 Fachbereichsleiterin an der katholischen Akademie Franz-Hitze-Haus Münster. Von September 1991 bis April 1993 war sie akademische Rätin am Fachbereich katholische Theologie der Johannes-Gutenberg-Universität Mainz. Als Wissenschaftliche Assistentin/Hochschuldozentin unterrichtete sie von Mai 1993 bis September 2002 Historische Theologie an der Gottfried Wilhelm Leibniz Universität Hannover.
Nach der Habilitation im Januar 2000 im Fach Mittlere und Neuere Kirchengeschichte an der Universität Münster lehrt sie seit Oktober 2002 als Professorin für Mittlere und Neuere Kirchengeschichte an der Universität Bonn und leitet seit Juni 2004 die Arbeitsstelle für Theologische Genderforschung an der katholischen Fakultät. 
Sie ist verheiratet und hat eine Tochter (* 1997).

## Forschungsschwerpunkte
Ihre Forschungsschwerpunkte sind Kirchengeschichte des Mittelalters, Geschichte der Orden und geistlichen Gemeinschaften, Frauen- und Geschlechtergeschichte (Mittelalter, Reformation und Frühe Neuzeit, 20. Jahrhundert), Liturgiegeschichte, Landesgeschichte (Bistum Münster/Westfalen).

## Engagement
Muschiol ist seit 1997 Vorsitzende der AG Zeitgeschichte des Katholischen Deutschen Frauenbundes und seit 2003 Vorsitzende des Hildegardis-Vereins e. V., Frauen – Studien – Fördern. Außerdem ist sie seit 2004 Mitglied im Kuratorium für die Fortbildung der Priester des Bistums Aachen.
Sie ist Mitglied des Verbandes der Historiker und Historikerinnen Deutschlands, der Görres-Gesellschaft und der Gesellschaft für mittelrheinische Kirchengeschichte.